# Lapu-Lapu City

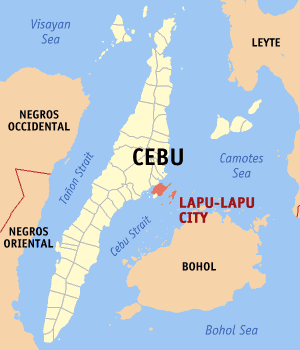
Stadens läge i Cebuprovinsen.

Lapu-Lapu City är en stad i Filippinerna. Den är belägen på öarna Mactan, Olango samt några mindre öar strax utanför Cebu City i provinsen Cebu, som ligger i regionen Centrala Visayas. Staden hade 292 530 invånare vid folkräkningen 2007.
Lapu-Lapu City är indelad i 30 smådistrikt, barangayer, varav samtliga är klassificerade som urbana enheter. Staden ingår i storstadsområdet Metro Cebu.
Staden har fått sitt namn efter nationalhjälten Lapu-Lapu som här 1521 dödade Ferdinand Magellan. Staden grundades av augustiner år 1730, och hette från början Opon. Opon fick stadsrättigheter den 17 juni 1961, då man samtidigt bytte namn till Lapu-Lapu City.

## Källor

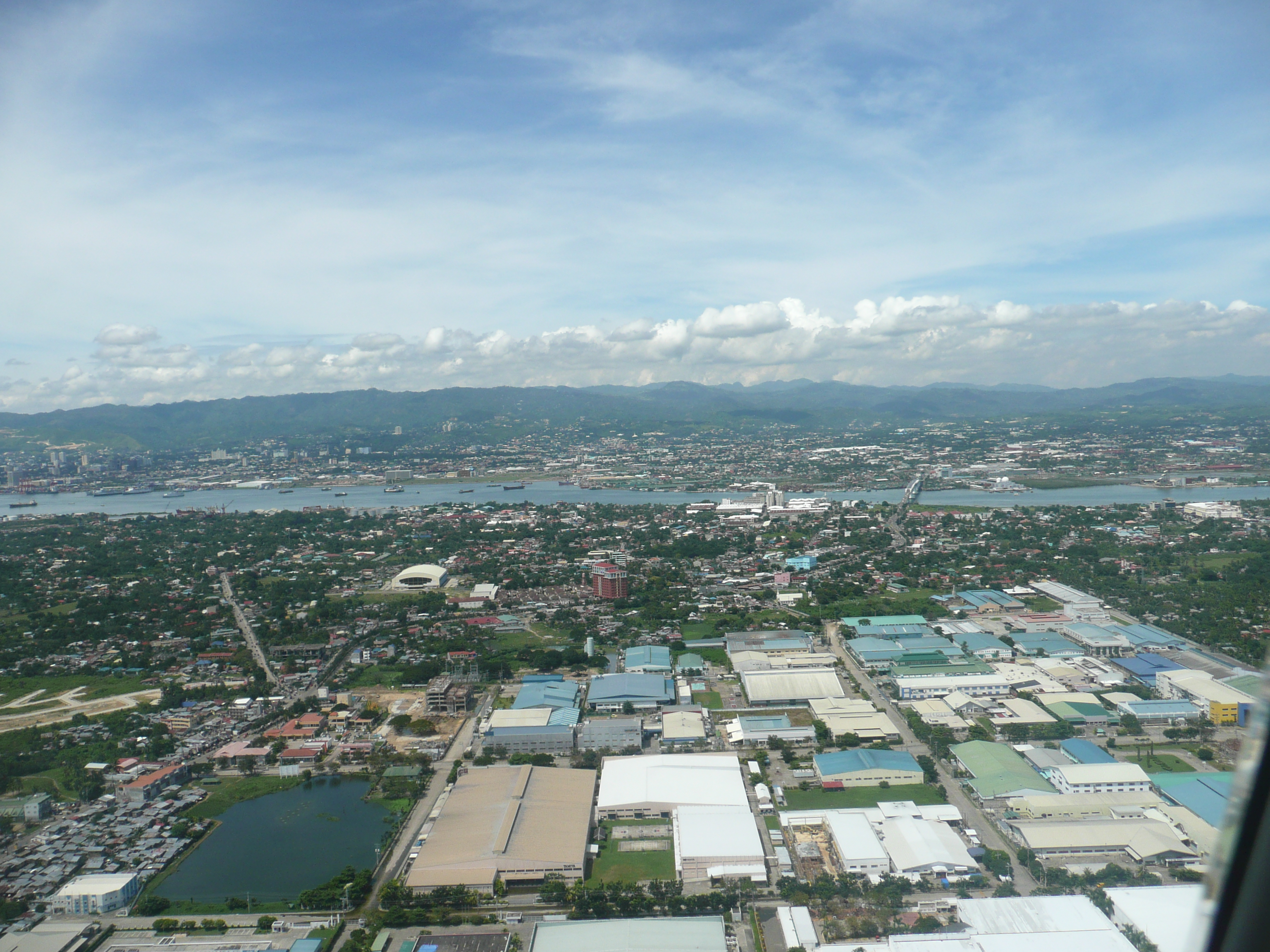
Västra delen av Mactan, med Lapu-Lapu City mitt i bilden, och Cebu i bakgrunden.